# 迈尔-萨韦勒
迈尔-萨韦勒（法語：Mayres-Savel，法語發音：[mɛʁ savɛl]）是法国伊泽尔省的一个市镇，位于该省南部，属于格勒诺布尔区。该市镇于1965年由原市镇迈尔（Mayres）和萨韦勒（Savel）合并而成。

## 地理
迈尔-萨韦勒（44°52'28"N, 5°43'19"E）面积12.51 平方千米，位于法国奥弗涅-罗讷-阿尔卑斯大区伊泽尔省，该省份为法国东南部内陆省份，北起顺时针与安省、萨瓦省、上阿尔卑斯省、德龙省、阿尔代什省、卢瓦尔省和罗讷省。
与迈尔-萨韦勒接壤的市镇（或旧市镇、城区）包括：特雷福尔、特列沃地区科尔尼永、拉瓦尔、马尔雪、拉莫特圣马尔坦、普吕尼耶尔、圣阿雷、圣让代朗。

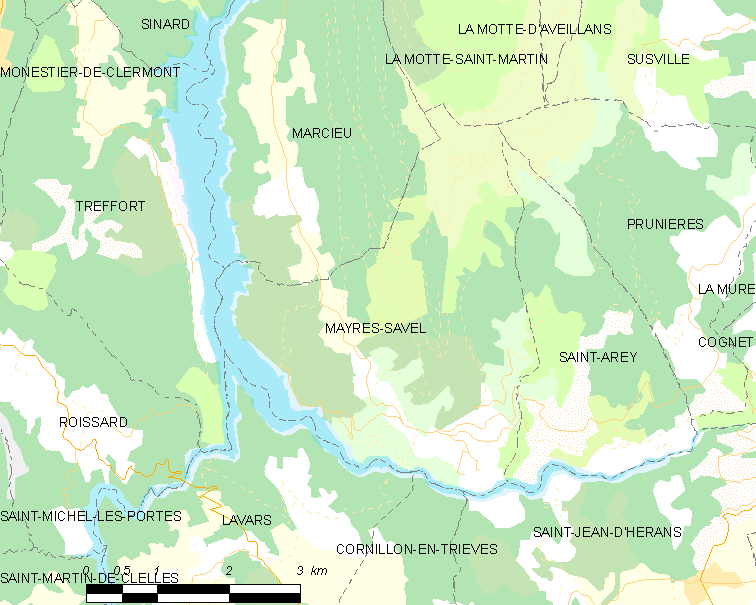
迈尔-萨韦勒的OSM定位图

迈尔-萨韦勒的时区为UTC+01:00、UTC+02:00（夏令时）。

## 行政
迈尔-萨韦勒的邮政编码为38350，INSEE市镇编码为38224。

## 政治
迈尔-萨韦勒所属的省级选区为马泰西讷-特列沃县。

## 人口

1962-2008年间迈尔-萨韦勒人口变化图示

迈尔-萨韦勒于2022年1月1日时的人口数量为92人。